# René-Marcic-Preis
Der René-Marcic-Preis wird vom Land Salzburg seit 1979 jährlich (mit einigen Aussetzungen) für überragende publizistische Leistungen verliehen.
Der nach dem Publizisten und Rechtsphilosophen René Marcic benannte Preis ist seit 2012 mit 6.100 Euro dotiert.

## Preisträger
- 1979 Oskar Schatz
- 1980 Gerhard Neureiter
- 1982 Clemens M. Hutter
- 1983 Max Kaindl-Hönig
- 1985 Karl Heinz Ritschel
- 1986 Kurt Wessely
- 1987 Heide Gottas
- 1988/89 Alfons Dalma, Ilse Leitenberger, Viktor Reimann
- 1990 Eberhard Zwink
- 1991 Kurt Vorhofer
- 1992 Friedrich Urban
- 1994 Franz Mayrhofer
- 1995 Gerd Bacher
- 1997 Helmut Lenhardt
- 1998 Waltraud Langer
- 1999 Sepp Forcher
- 2000 Heinz Nußbaumer
- 2002 Hubert Feichtlbauer
- 2003 Michael Schmolke
- 2004 Karl-Markus Gauß
- 2005 Werner Mück
- 2007 Thomas Wizany
- 2009 Michaela Gründler, Anja Pia Keglevic (Straßenzeitung Apropos)
- 2010 Herbert Dachs: Politikwissenschafter und Publizist
- 2012 Andreas Koller: Leiter des Ressorts Innenpolitik und der Wiener Redaktion der Salzburger Nachrichten
- 2013 Siegbert Stronegger
- 2014 Heidemarie Klabacher und Reinhard Kriechbaum, Gründer, Herausgeber und Chefredakteure DrehPunktKultur
- 2016 Hedwig Kainberger, Ressortleiterin Kultur der Salzburger Nachrichten
- 2019 Josef Bruckmoser (Ressortleiter Wissenschaft, Gesundheit, Religion bei den Salzburger Nachrichten)
- 2022 Manfred Perterer (Chefredakteur Salzburger Nachrichten)[2]
- 2024 Raffaela Schaidreiter[2]

## Kritik
Die Preisverleihung 1988/1989 stieß u. a. wegen der NS-Vergangenheit der Preisträger auf Kritik. In der Diskussion tauchten auch als antisemitisch beurteilte Aussagen von René Marcic gegenüber Peter de Mendelssohn aus dem Jahr 1949 auf. Die SPÖ-Fraktion im Salzburger Landtag forderte daher die Umbenennung des Preises. Die ehemalige Salzburger Landeshauptfrau Gabi Burgstaller (SPÖ) ließ die Vorwürfe von einer wissenschaftlichen Kommission prüfen. Diese gelangte zu einer Entlastung von René Marcic.